# Stortrast
Stortrast (Turdus fuscater) är en fågel i familjen trastar inom ordningen tättingar.

## Utseende
Stortrasten gör skäl för sitt namn, med en kroppsstorlek mer påminnande om en kråkfågel. Fjäderdräkten är brun, varierande geografiskt från mörkt svartaktig till ljusare gråbrun. Kännetecknande är även orange näbb och ben samt hos hanen en gul ögonring. Den senare karaktären skiljer den från chiguancotrasten, som dessutom är mindre och ljusare.

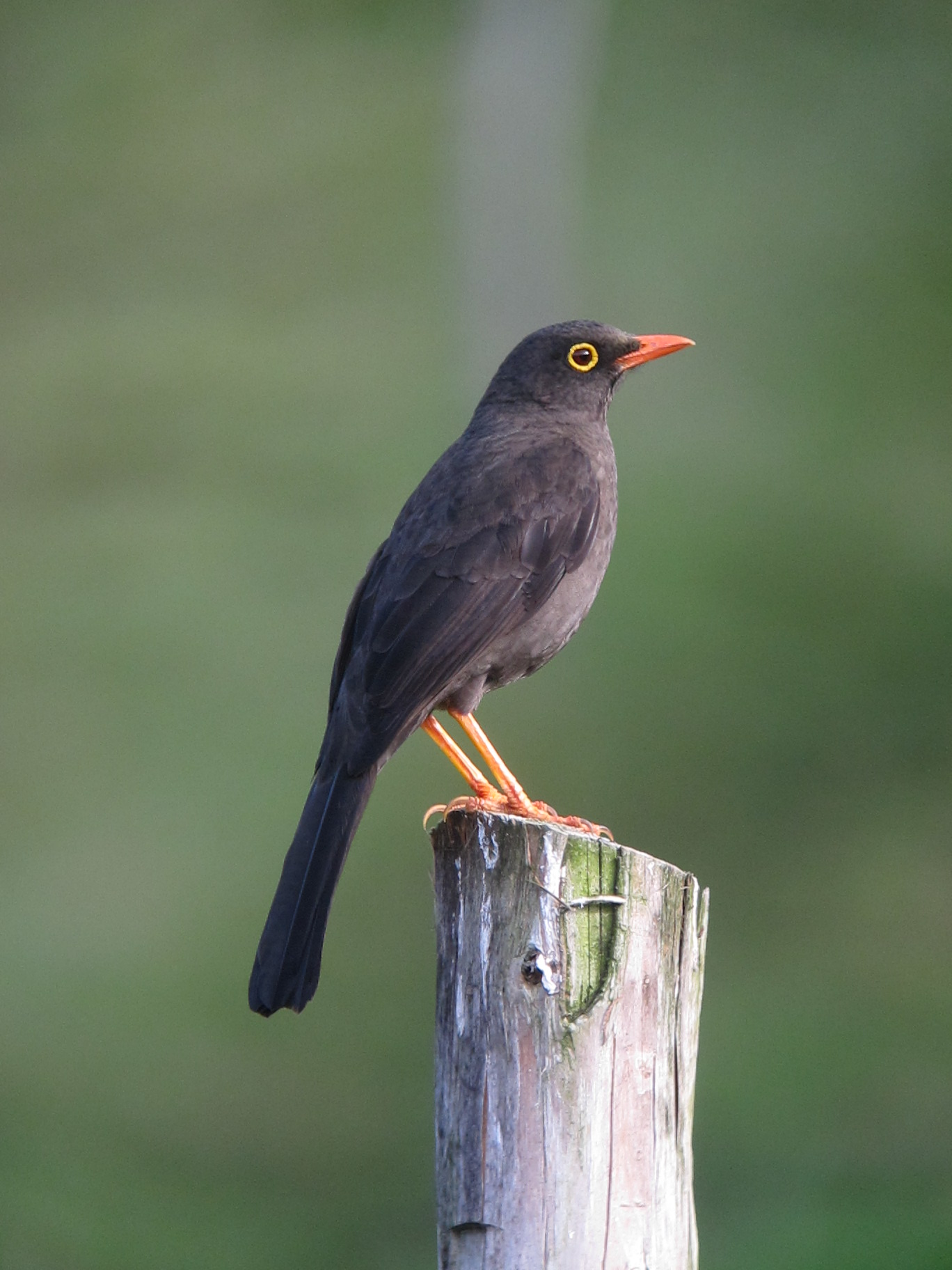

## Utbredning och systematik
Stortrast förekommer i västra Sydamerika och delas in i sju underarter med följande utbredning:
- Turdus fuscater cacozelus – Sierra Nevada de Santa Marta (nordöstra Colombia)
- Turdus fuscater clarus – Sierra de Perijá (gränsen mellan Colombia och Venezuela)
- Turdus fuscater quindio– centrala och västra Anderna från Colombia till norra Ecuador
- Turdus fuscater gigas – östra Anderna från Colombia till västra Venezuela (Merida och Táchira till Lara)
- Turdus fuscater gigantodes – södra Ecuador till norra Peru (Junín)
- Turdus fuscater ockendeni – Anderna i sydöstra Peru (Cusco och Puno)
- Turdus fuscater fuscater – Anderna i västra Bolivia (La Paz och Cochabamba)

## Levnadssätt
Stortrasten är en vanlig och ofta sedd fågelart i bergstrakter från 2000 till 4000 meters höjd. Där hittas den i öppna miljöer som skogsbryn, trädgårdar, byar och till och med städer.

## Status
Arten har ett stort utbredningsområde och beståndet anses stabilt. Internationella naturvårdsunionen IUCN listar den därför som livskraftig (LC).